# Chaveyriat
Chaveyriat ist eine französische Gemeinde im Département Ain in der Region Auvergne-Rhône-Alpes. Sie gehört zum Kanton Vonnas im Arrondissement Bourg-en-Bresse.

## Lage
Die Gemeinde Chaveyriat liegt in der Bresse am Flüsschen Irance, elf Kilometer westlich von Bourg-en-Bresse. Sie grenzt im Norden an Mézériat, im Nordosten an Vandeins, im Südosten an Montracol, im Süden an Condeissiat, im Südwesten an Chanoz-Châtenay und im Nordwesten an Vonnas.

## Bevölkerungsentwicklung
| Jahr                       | 1962 | 1968 | 1975 | 1982 | 1990 | 1999 | 2006 | 2013 | 2020 |
| Einwohner                  | 623  | 616  | 567  | 598  | 766  | 810  | 885  | 975  | 1033 |
| Quellen: Cassini und INSEE |      |      |      |      |      |      |      |      |      |

## Sehenswürdigkeiten
- Kirche Saint-Jean-Baptiste, Monument historique
- Flurkreuz an der Kirche
- Gefallenendenkmal

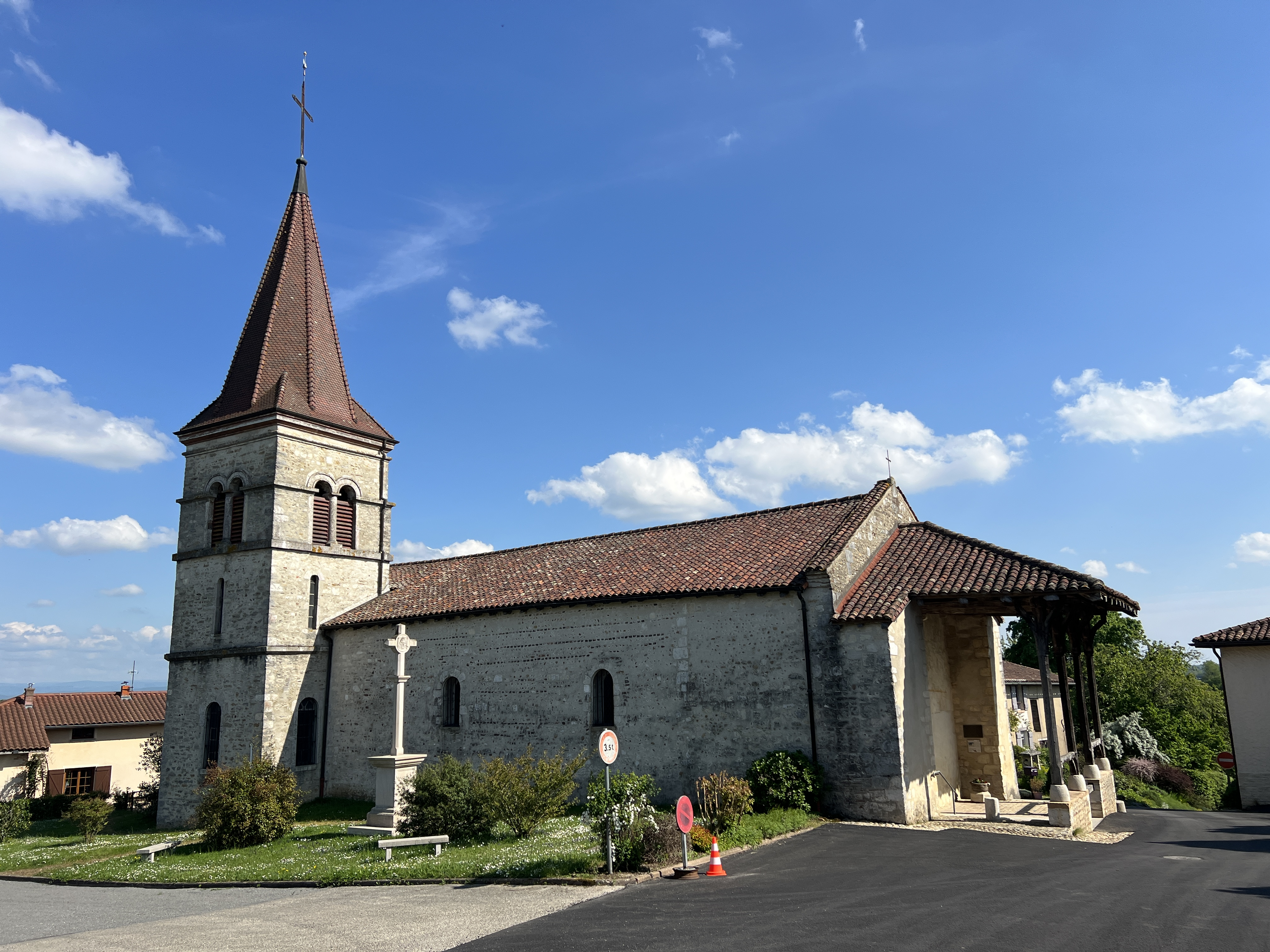
Kirche Saint-Jean-Baptiste
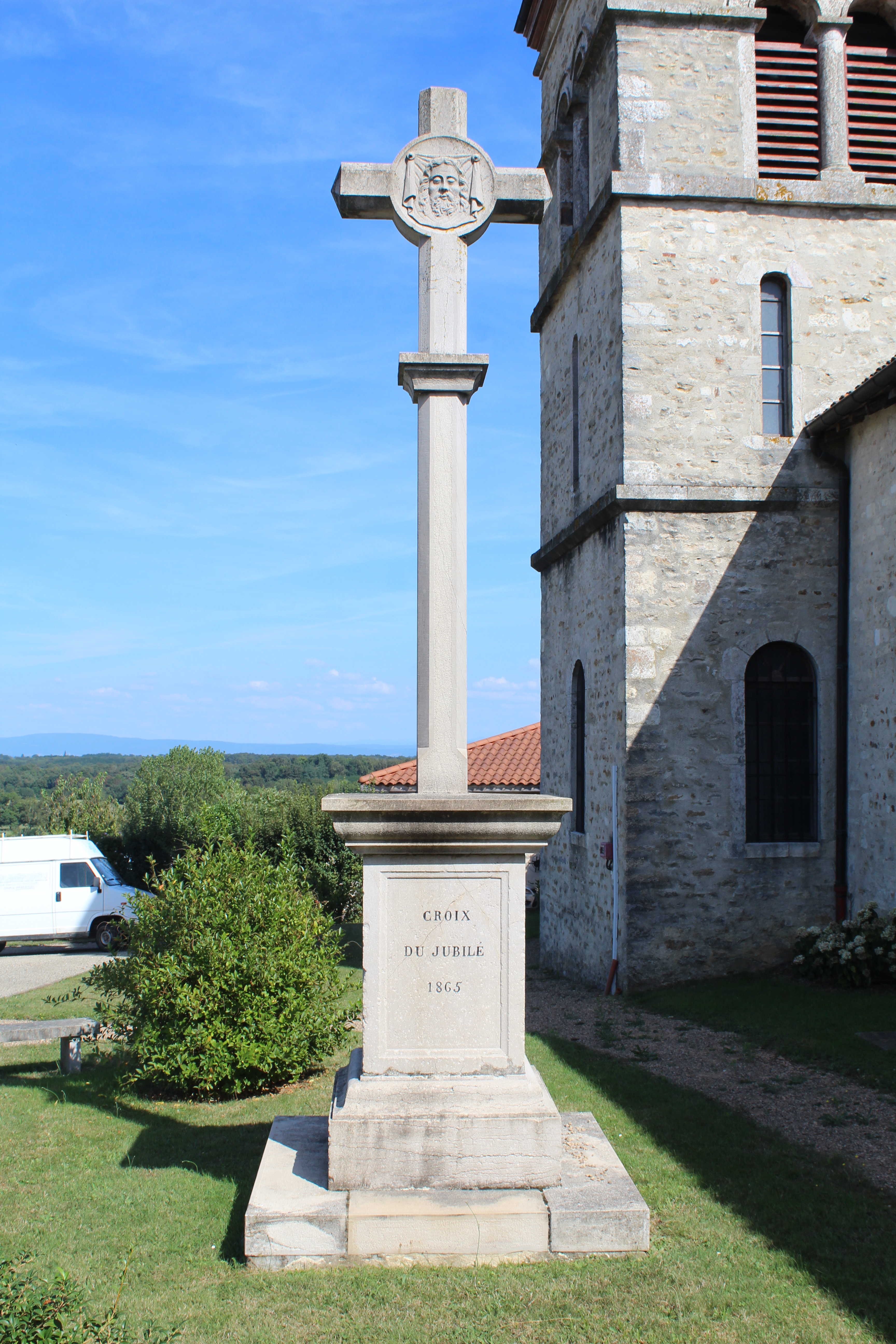
Flurkreuz
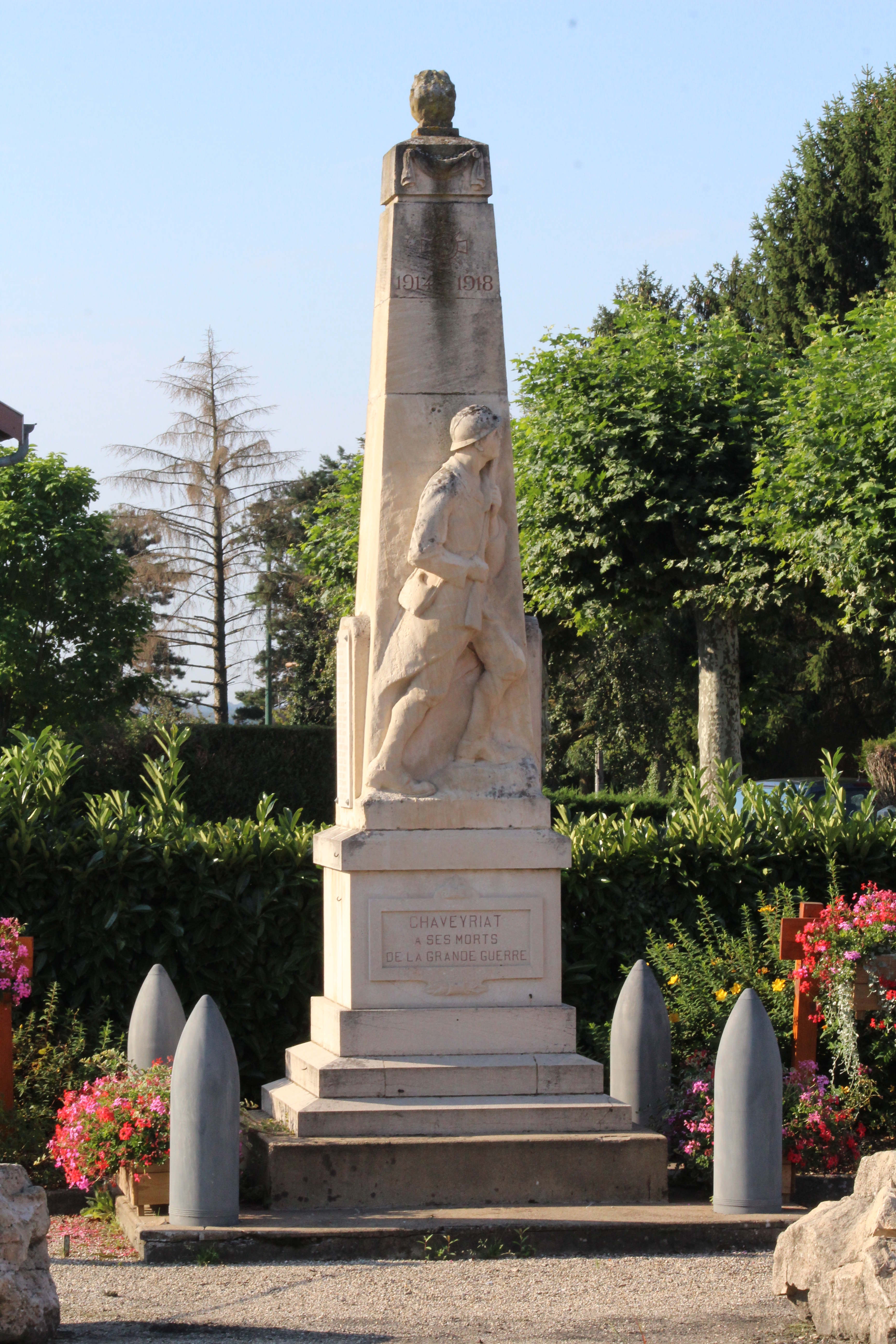
Gefallenendenkmal
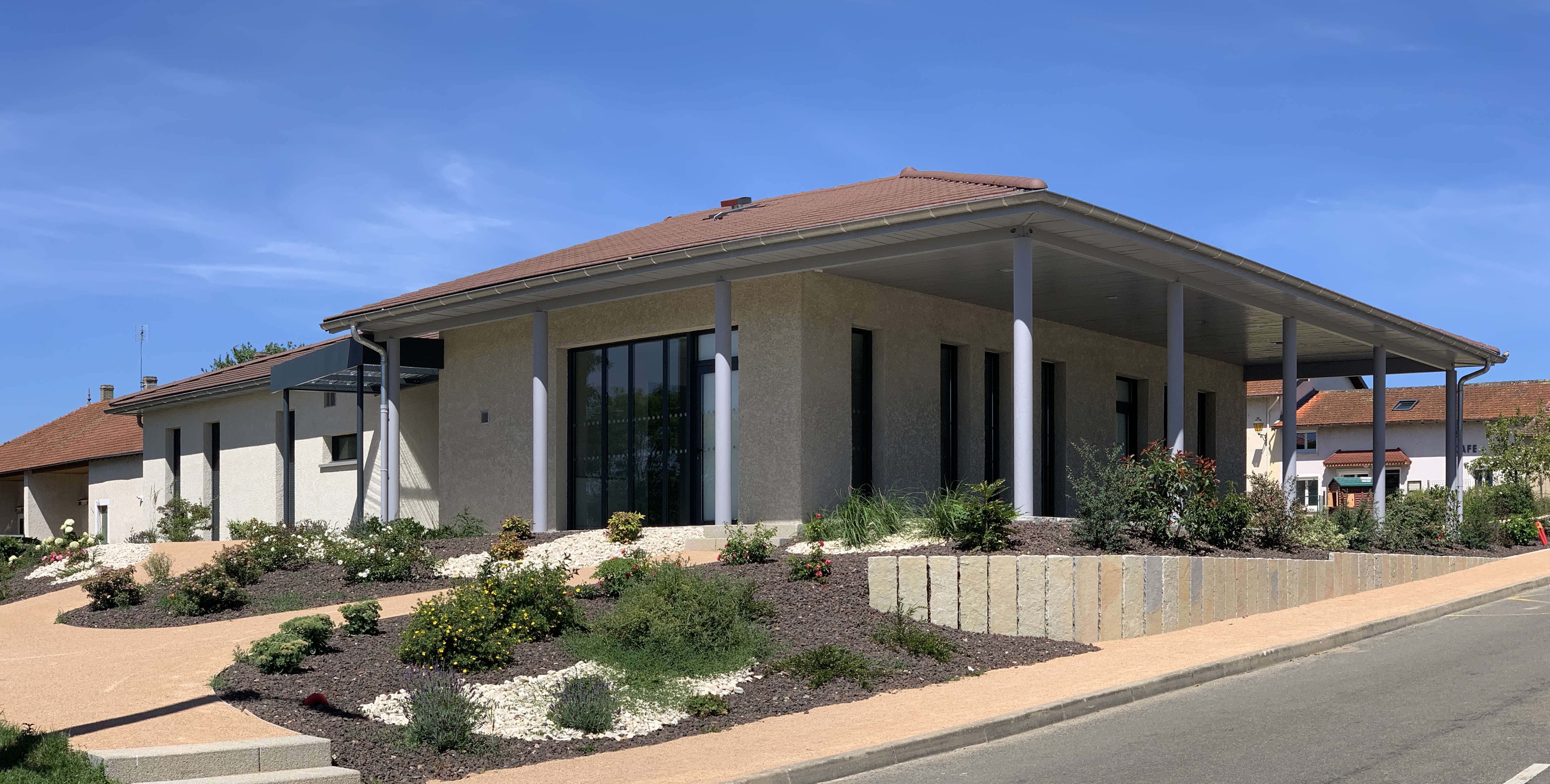
Kulturhaus